# Metopoceras albarracina
Metopoceras albarracina là một loài bướm đêm thuộc họ Noctuidae. Nó được tìm thấy ở Tây Ban Nha.
Con trưởng thành bay từ tháng 5 đến tháng 6.
Ấu trùng ăn các loài herbaceous.